# COX-1
COX-1 – konstytutywna izoforma cyklooksygenazy, występująca zawsze w komórkach człowieka (w przeciwieństwie do indukowanej cyklooksygenazy COX-2). Bierze udział w syntezie prostaglandyn, prostacyklin i tromboksanu z kwasu arachidonowego. Produkty te są niezbędne m.in. do prawidłowej pracy układu pokarmowego i krwionośnego człowieka, np. w śluzówce przewodu pokarmowego, zwłaszcza w żołądku (PGE2 i PGI2), w komórkach nerek (PGE2 i PGI2), w płytkach krwi (TXA2), w śródbłonku naczyniowym (PGI2).
Następstwem hamowania jej aktywności przez NLPZ są działania niepożądane:
- zniesienie działania cytoprotekcyjnego prostaglandyn,
- zmniejszenie przepływu krwi przez nerki,
- zaburzenia czynności trombocytów.